# Bask in art
「bask in art」(バスク・イン・アート) は、日本のロック歌手、清春の5枚目のシングル。

## 概要
- 通常盤と初回限定盤の二種類が発売された。
- 初回限定版にはDVDが付属している。
- 「party」は通常盤にのみ収録されている。
- 通常盤は紙ジャケット仕様。

## 収録曲

### 初回限定版
| 全作詞・作曲: 清春、全編曲: 三代堅・清春。 |                  |       |            |      |
| #                                          | タイトル         | 作詞  | 作曲・編曲 | 時間 |
| 1.                                         | 「bask in art」  | 清春  | 清春       | 3:45 |
| 2.                                         | 「garret」       | 清春  | 清春       | 3:48 |
| 3.                                         | 「spider's web」 | 清春  | 清春       | 3:36 |
| 合計時間:                                  | 合計時間:        | 11:09 |            |      |

| #  | タイトル                     | 作詞 | 作曲・編曲 |
| -- | ---------------------------- | ---- | ---------- |
| 1. | 「Making of「bask in art」」 |      |            |

### 通常盤
| 全作詞・作曲: 清春、全編曲: 三代堅・清春。 |                                           |       |            |      |
| #                                          | タイトル                                  | 作詞  | 作曲・編曲 | 時間 |
| 1.                                         | 「bask in art」                           | 清春  | 清春       | 3:45 |
| 2.                                         | 「garret」                                | 清春  | 清春       | 3:48 |
| 3.                                         | 「spider's web」                          | 清春  | 清春       | 3:36 |
| 4.                                         | 「party」(SADS『13』収録曲のセルフカバー) | 清春  | 清春       | 5:40 |
| 合計時間:                                  | 合計時間:                                 | 16:49 |            |      |